# Дэйв-варвар
Дэйв-варвар (англ. Dave the Barbarian) — диснеевский мультсериал 2004 года производства компании Disney Channel.

## Сюжет
Действие серий происходит в Средневековье. В них рассказывается о сильном, но всё же трусливом варваре по имени Дэйв, который живёт в вымышленной стране Удрогот вместе с его сестрами Кэнди (старшей) и Фэнг (младшей). Его родители, Троктар и Глимия, король и королева, сражаются с мировым злом далеко от дома (хотя они иногда связываются через «хрустальный шар»), оставив Кэнди управлять королевством. Вместе эти дети наряду с их дядей волшебником Освиджем и домашним драконом Дэйва, Ваффи должны править королевством и защищать его.
Сериал пародирует супергеройские сериалы, произведения о путешествиях во времени, рок-н-ролл, реалити-шоу, другие фильмы Диснея, песни из фильмов как явление, фэнтези, мифологию, фильмы о зомби, приведениях, и оборотнях, и т. д.
Серии показываются не в хронологическом порядке — первая встреча зрителей с Захрюком происходит во второй серии, а первая встреча героев сериала с Захрюком происходит в седьмой серии.

## Персонажи

### Главные персонажи
- Дэвид «Дэйв» Варвар — сильный, но трусливый варвар. Вежлив, аккуратен, чистоплотен. Гурман. Любит готовить, убираться, котят, плохие стихи и макраме. Имеет способности к вязанию, готовке, механике, музыке, чистописанию, отвратительной поэзии, изготовлению безделушек, цветоводству, орнитологии, звукоподражанию, оригами, но при этом совершенно не умеет ставить мюзиклы, пьесы и сочинять стихи (хотя ему этого очень хочется). У него аллергия на многие вещи. Дэйв очень добрый, что очень раздражает его сестру Фэнг, которая хочет сделать из него настоящего варвара, однако сам Дэйв не хочет быть варваром. Также в душе Дэйв до сих пор ребёнок — может легко восхититься куском дерева, похожим на ослика, легко обижается, когда его не ценят за то, что он делает, наивен до безобразия и т. д., из-за чего окружающие считают его дураком, хотя он довольно сообразителен, несмотря на то, что временами Дэйв тугодум. Дэйв довольно грамотен.
- Кэнди — принцесса, типичная девушка-подросток. Её подруги — Динки и Чизет. Оставлена родителями править Удроготом вместо них. Постоянно нервничает из-за своей внешности, моды и т. д. Ненавидит править и вечно пытается спихнуть свои обязанности на других, однако, нельзя сказать, что не любит свою семью, также как и Дэйв, готова рискнуть жизнью ради друзей и семьи. Знает боевые искусства и довольно сильна.
- Фэнг — младшая сестра Дэйва, постоянно ведёт себя как типичная варварка (хотя хранит у себя куклы). У неё зелёные глаза и рыжие волосы, собранные в хвост. Её украшения — большие белые бусы, браслеты и косточка в волосах. Очень злится, когда её называют обезьянкой. При этом лишь один человек за всё время смог с первого раза определить видовую принадлежность Фэнг, а некоторые так и не смирились с тем, что она человек. В одной из серий было почти доказано, что она не обезьяна, но до конца это неизвестно. Фанатка Строма-Убийцы.
- Освидж — практикующий, но плохо колдующий маг. В школе колдунов не учился, а подрабатывал в столовой, при этом навострился метать еду прямо в тарелку с большого расстояния. Вёл в молодости бурную жизнь, даже крутил роман с принцессой зла. Обожает ветчину и тайком читает романтические романы. Возможно, является отцом Ирмоплотц.
- Лула (англ. Lula) — волшебный говорящий меч Дэйва. Она очень мудра и серьёзна и всегда называет Дэйва «Дэвид». Ранее принадлежала Агрону Вечному. Имеет сестру Молли, которой она всегда завидовала и кузину — трезубец Посейдона. Может кого угодно замучить своим занудством. Обожает пугать Дэйва. Обладает энергетическим лучом. Озвучивает — Эстелль Харисс.
- Фаффи — домашний питомец Дэйва, маленький дракон с крошечным мозгом. Умеет разговаривать, чего не делает в присутствии Дэйва и его семьи. Умнее, чем обычно кажется.

### Злодеи
- Темный лорд Захрюк Глупосвинский — главный враг главных героев. Неоднократно и безуспешно предпринимал попытки захватить Удрогот. Обладает выдающимся злодейским смехом, ходит в кружок лепки для злодеев, постоянно страдает от хронического безденежья. Владелец амулета Хрякосвинокабана и слабоумного племянника Захрюши.
- Ирма Плоц — принцесса зла из Иерагота. После того, как Дэйв бросил её, постоянно преследует его. Является дочерью императрицы зла и доброго человека (Освиджа). Собирает отвратительные стихи для контроля грязный фей и командует армией зомби. Разрушает цивилизации, и не возвращает книги в библиотеку.
- Нед Фришмэн — неудачник из 1994 года, пытающийся с помощью высоких технологий захватить древний мир. Обладатель молнии времени. Работает на фабрике штанов. До появления молнии времени мечтал стать работником месяца.
- Казмир — древний бог Удрагота. Комплексует из-за своей лысины, страдает провалами в памяти — никак не может время от время припомнить нужное слово. Имел в детстве конфликт с матерью, мечтавшей сделать из него настоящего разрушителя и даже отобрала у него любимое одеяльце. Неспособен противостоять «блестяшкам».
- Маскванто — практикующий маг-злодей, мечтает захватить мир, практикует излечение людей от икошек. Обладатель злодейского голоса, восхитившего Лулу, и армии гигантских букашек. Обладает дипломом, получив его в той же школе, где работал Освидж. Любит картошку с сыром.

### Другие персонажи
- Рассказчик (в оригинальной версии озвучен Джеффом Беннеттом) играет большу́ю роль в шоу, поскольку он управляет тем, что происходит в истории. Он может говорить с персонажами сериала. Он даже был захвачен Тёмным лордом Захрюком Глупосвинским и был вынужден рассказывать историю под влиянием своего похитителя.
- Светик — волшебный чудо-конь Кэнди. Умеет летать. Страдает депрессией и кошмарами, вызванными долгим одиноким пребыванием в конюшне.
- Гурк Магенела — торговка на рынке Удрогота. У неё есть почти всё, что «может пригодиться» и «почти то же самое», и ничего того, что нужно. Меркантильна. Не признаёт кредиты. Любимая фраза «у нас есть».
- Мастер эволюции — обитатель Дворца эволюции, находящегося рядом с Удроготом, занимается эволюцией.
- Стром-Убийца — всемирно известный герой-варвар, имеет кучу фанатов (включая Фэнг), на момент событий в сериале устраивал тур по убийству драконов во всех городах. Наблюдателен. Несмотря на все достоинства обладает недостатком — борьба со злом перестала быть для него целью, заслонённая убийствами. Владелец игрушечного кролика по имени Мистер Сквиджи, которого любит даже больше, чем убийства.
- Молли — ехидная сестра Лулы, в детстве всячески подшучивала и издевалась над сестрой, так как завидовала ей. Принадлежит Тору.
- Аргон Вечный — себялюбивый герой, обладающий потребительским отношением к волшебным мечам. Ловелас, меняющий мечи как перчатки.

## Эпизоды
Эпизоды стоят в порядке их показа в США.
| # | Название                                           | Дата выхода эфир в США | Код |
| --- | -------------------------------------------------- | ---------------------- | --- |
| 1 | «Невыносимый дух пня / Психофлуболист»             | 23 января 2004 года    | 108 |
| Безумный дух пня Во время уничтожения Гигантской выпечки Лула застревает в пне. Все попытки вытащить её проваливаются. Правила зачарованного леса гласят, что в этом случае правителем Удрогота становится Фея пня. Психофлуболист Дэйв решает, что его призвание — помогать людям, и становится «психофлуболистом». Но первые же его попытки проявить себя приводят к катастрофическим последствиям… |                                                    |                        |     |
| 2 | «Любимая угроза / Первый варвар Лулы»              | 23 января 2004 года    | 103 |
| Любимая угроза Фаффи расстроен — Неделя драконов заканчивается, а его даже не поздравили! Дэйв покупает для Фаффи домашнее животное — больную ласку. Но Дэйв так спешил при этом, что не дослушал, что говорили ему родители. А ведь просили они прислать артефакт, который может спасти мир. К сожалению, кое-кто тоже знает об артефакте… Первый варвар Лулы Первый варвар Лулы Аргон Вечный в городе! Теперь Лула всеми силами старается вернуться к нему. Но у неё на пути стоят новый меч и чересчур легкомысленный характер Аргона. Кэнди решает помочь Луле воссоединится с возлюбленным. |                                                    |                        |     |
| 3 | «Подружка / Нед Фришман: Человек из будущего»      | 23 января 2004 года    | 111 |
| Подружка Дэйв встретил свою вторую половину. У неё те же хобби, те же увлечения и даже та же аллергия, что и у Дэйва. Одно плохо — это злая половина Дэйва и зовут её принцесса зла Ирмоплоц. Но Дэйв готов стать достойным её. Нед Фришман: Человек из будущего Неудачник из будущего Нед Фришмэн завоёвывает мир с помощью видеоигр. Теперь все, кто в них играет, работает на Неда за батарейки. Но играют в них не все — у некоторых нет больших пальцев. |                                                    |                        |     |
| 4 | «Мускулы! / Обряд ограбления»                      | 23 января 2004 года    | 109 |
| Мускулы! Кэнди позарез нужны мускулы, чтобы завоевать парня. Для этого она съедает магическое брокколи. Потом ещё раз съедает магическое брокколи. И ещё раз. И чем больше она съедает, тем сильнее и глупее становится. Это уже становится проблемой… Обряд ограбления 16 дня 16 месяца 16 года каждый варвар осуществляет обряд ограбления, дабы стать настоящим варваром и не опозорить семью. Веками юноши без проблем проходили этот тест. Теперь это предстоит сделать Дэйву… который совершенно не умеет грабить, зато регулярно практикуется в чистописании. |                                                    |                        |     |
| 5 | «Король на день или два / Убить что?»              | январь 23, 2004        | 105 |
| King for a Day or Two На Дэйва сваливается титул короля Удрогота — Кэнди надоело издавать глупые законы. Теперь это сделает Дэйв! А заодно покажет новый мюзикл «О сласти», даже если это оставит замок без охраны. Slay What? В Удрогот прибыл кумир Фэнг. Теперь у него можно взять автограф, пока он убивает дракона. К несчастью, единственный дракон в Удроготе — это Фаффи. |                                                    |                        |     |
| 6 | «Цивилизация / Ужас Меха-Дэйва»                    | январь 30, 2004        | 104 |
| Civilization Фэнг совершенно не умеет себя вести! Теперь вся семья цивилизует Фэнг. Всё шло хорошо, пока процесс не вышел из под контроля. The Terror of Mecha-Dave Кто-то похожий на Дэйва терроризирует окрестности. Кто это — демон, близнец Дэйва, копия Дэйва или сам Дэйв? Как это узнать, если у самого умного в семье из головы не выходит помадка? А ведь Дэйву ещё и детали купить надо. |                                                    |                        |     |
| 7 | «Путь Дэйва / Красавица и Зит»                     | февраль 6, 2004        | 101 |
| The Way of the Dave Кэнди срочно нужна шляпа с рогами. Это же хит сезона! Единственное место на Земле, где они ещё остались — Дурмолун. Дэйв рад отправиться в шляпную столицу мира, не зная КТО ждёт там героев. Beauty and the Zit Кэнди пора на бал, но она не может отправиться на него с прыщом на лбу! К счастью, прыщ успешно сведён, но потом возвращается в разгар бала. Не удивительно, удалял-то его Освидж. |                                                    |                        |     |
| 8 | «Группа / Интернет»                                | февраль 13, 2004       | 110 |
| Band Семья Дэйва создала первую в мире рок-музыку и теперь богата. Это не нравится Дэйву, но что он будет делать, если вся семья рада богатству? А Захрюк Глупосвинский рад шансу уничтожить варваров. Web Кэнди накупила вещей на 3 миллиона. Теперь ей надо отдавать свой долг… или можно вместо этого вытрясти этот долг с другого. Но зовут этого другого Захрюк Глупосвинский. |                                                    |                        |     |
| 9 | «Материал колдуна / Мечты о зачистке»              | февраль 20, 2004       | 102 |
| Sorcerer Material У Освиджа икошка! Вылечить его может лишь загадочный М. К сожалению, этот М прекрасно помнит, что Освидж делал на самом деле в школе магов, и прекрасно знает, как с помощью Лулы завоевать мир! Sweep Dreams Наступила весна, и для Дэйва это означает только одно — пора убираться в замке! Остальная часть семьи убегает из замка, чтобы избежать уборки. Но у Дэйва кончилось полироль для замка, а без этого уборку не завершить. Это слишком серьёзная угроза для родных Дэйва, и те готовы помочь ему в поисках. |                                                    |                        |     |
| 10 | «Здесь будут драконы / Труба вниз!»                | февраль 27, 2004       | 106 |
| Here There Be Dragons В поисках спасения от жары Дейв отправляется в пещеры, где встречает сородичей Фаффи. Pipe Down! Пытаясь досадить Кэнди, Дэйв играет на ужасном инструменте. К сожалению, его игру услыхал Кашмир и очень заинтересовался, кто это его разбудил? |                                                    |                        |     |
| 11 | «Термиты Нежности / Тор, Неудачник»                | март 19, 2004          | 107 |
| Termites of Endearment Термиты разрушили любимый магазин Кэнди, и, о ужас, магазин замороженного йогурта Дэйва (и много чего ещё, но ведь йогурт важнее). Теперь Дэйв пытается спасти королевство с помощью… безделушек! Thor, Loser К Луле приехала родная сестра Молли, которой Лула всегда завидовала. Теперь Лула докажет ей, чего она стоит! Надо лишь уговорить остальных помочь Луле в обмане. |                                                    |                        |     |
| 12 | «Принцесса и павлины / Horders & Sorcery»          | март 26, 2004          | 112 |
| The Princess and the Peabrains У Кэнди проблемы — ей надоела работать в то время, когда подружки отдыхают. Пусть теперь всё будет наоборот! У Захрюка тоже проблемы — к нему приехал родственник, мечтающий стать Урожайным Боровом. Horders & Sorcery Фэнг хочет вступить в Сбродную Орду, но она слишком мала. У Дэйва радость — Фэнг пргласила его на показ шляп. Но почему шляпы у всех одинаковые, а какой-то тип орёт на всех и называет новобранцами? |                                                    |                        |     |
| 13 | «Звери идут / Потерянная раса Рибера»              | апрель 30, 2004        | 113 |
| The Brutish Are Coming Дэйв и Фэнг пытаются подготовиться к вторжению чудищ, но не могут выбрать методы, а Кэнди боится, что у неё вырастут волосы на лице! Освидж предлагает свои решения проблем с помощью магии. Теперь старые проблемы кажутся такими маленькими по сравнению с новыми проблемами. The Lost Race of Reeber Кэнди решает на спор помочь первому встречному, чтобы доказать, что она не эгоистка. К несчастью, первых встречных донимают невидимцы, которые выгнали их из замка… |                                                    |                        |     |
| 14 | «Ледерхозен Судьбы / Цветочное расстройство»       | январь 21, 2004        | 115 |
| Lederhosen of Doom Фэнг получила посылку от родителей — Ледерхозе. Но из-за почерка папы Фэнг не смогла понять, что эти Ледерхозе очень опасные, и надела их. Теперь мечта Фэнг сбылась — она очень сильная и может крушить вещи, красть сокровища, крушить вещи, драться с монстрами, крушить вещи. А Ледерхозе тоже могут осуществить свою мечту — отомстить Освиджу! Floral Derangement Когда вторжение Фэнг в жизнь Дэйва надоедает ему, Дэйв угрожает послать её в Школу г-жи Блуеланг для Действительно Симпатичных Маленьких Девочек. С точки зрения Фэнг — это злое наказание, которое предложила принцесса Кэнди. Чтобы избежать отправки к г-же Блуеланг, Фэнг должен обещать прекратить вмешиваться в жизнь Дэйва, но это обещание действует недолго. Фэнг ворует волшебства Освиджа и делает цветы Дэйва огромными. Невероятно, но гигантские голодные цветы вызывают несколько незначительных проблем, которые Фэнг изо всех сил пытается скрыть от Дэйва. |                                                    |                        |     |
| 15 | «История свиньи»                                   | январь 17, 2005        | 120 |
| У Захрюка Глупосвинского есть идеальный план! Он захватывает Рассказика в рабство, и теперь тот рассказывает историю победы Захрюка Глупосвинкого! Варварам скоро наступит конец! Захрюк уже поднимает свой магический амулет и… Рассказчик теряет голос. Ангина не щадит никого! Теперь Дэйв должен придумать, как победить злодея раньше, чем Захрюк найдёт лекарство. Про праздник в Удроготе тоже, впрочем, забывать не следует. |                                                    |                        |     |
| 16 | «Этот чертов призрак! / Корова говорит луну»       | октябрь 2, 2004        | 114 |
| That Darn Ghost! Кэнди опять отстала от моды, у неё нет призрака! Кэнди нанимает себя приведение, которое всем мешает. Но когда это Кэнди заботилась о ближних, когда на кону 5 место в рейтинге крутости? аллюзия на фильмы о Скуби-Ду The Cow Says Moon Ирма Плоц решает отомстить Дэйву. Теперь он по ночам превращается в то, кто его укусил. И ещё раз в то, во что укусил. И так, пока не перестанут кусать. Кто должен укусить Дэйва, чтобы спасти его? |                                                    |                        |     |
| 17 | «Ночь живого плюшевого / Я люблю Недди»            | декабрь 27, 2004       | 116 |
| Night of the Living Plush Кэнди ради плюшевых игрушек готова разорить Удрогот, Дэйв ради спасения казны готов спеть песню о тесте (благо, повод есть), Захрюк ради уничтожения Удрогота готов зомбировать игрушки, а Освидж готов колдовать. Готовы ли остальные к его магии? аллюзия на фильм «Ночь живых мертвецов» I Love Neddy Нед Фришмэн придумал новый план — он завоюет древний мир с посощью шуток! Никто не сможет устоять перед его остроумием! Единственный способ его остановить — создать более популярое шоу. Дэйв готов принять вызов. |                                                    |                        |     |
| 18 | «Встряхните, погремуши и переверните / Плохая еда» | декабрь 28, 2004       | 118 |
| Shake, Rattle, & Roll Over Украв Боевую погремушку из храма, И. О. правителей Удрогота желают выдрессировать Фаффи, чтобы тот больше не оживлял статуи. К сожалентю, обо всём этом очень быстро узнаёт Захрюк Глупосвинский. Bad Food Дэйв готов сменить жизнь варвара на кафе. Теперь его пытаются остановить вся его родня! Они воруют его рецепты. Но Дэйв нашёл новую книгу, и теперь его семья пытается остановить ожившие блюда. |                                                    |                        |     |
| 19 | «Красный свитер мужества / Собака титанов»         | декабрь 29, 2004       | 119 |
| Red Sweater Of Courage Дэйв надел Красный Свитер Отваги. Теперь он может смеяться над Маскванто, Кашмиром и Захрюком. Те объединяются ради мести Дэйву… Dog Of The Titans Дэйва никто не ценит. Совсем. Пусть теперь пытаются вытащить его от титанов! |                                                    |                        |     |
| 20 | «Изверговы и семья / Грабеж»                       | декабрь 30, 2004       | 121 |
| Fiends & Family Когда её родители объявляют, что они должны начать свою борьбу со злом заново, Фэнг впадает в отчаянье, и ободрение её является Геркулесовой задачей. А Захрюку нужен смертник. Plunderball Дэйв тренирует команду Адрогота по Грабболлу в большой ежегодной игре. Проблемы начинаются, когда тренером противоположной команды становится экс-подруга Дэйва, Ирма Плоц. |                                                    |                        |     |
| 21 | «Не обезьяна / Счастливые очки»                    | январь 22, 2005        | 117 |
| Not a Monkey Фэнг заболела болезнью, и Дэйв ведёт её к доктору. Доктор говорит, что Фэнг заболела болезнью, которой болеют лишь обезьяны. Фэнг может получить лечение на далёком острове, полном обезьян. Happy Glasses У наших героев появились Розовые Очки, несущие радость тем, кто их носит… пока те не узнают, ЧТО случилось с предыдущими владельцами! |                                                    |                        |     |